# Duitama
Duitama – miasto w północno-wschodniej Kolumbii, w Kordylierze Wschodniej (Andy Północne), nad rzeką Chicamoca. Znajduje się na wysokości blisko 2600 metrów i mieszka w nim ok. 104 tys. osób.
W mieście rozwinął się przemysł młynarski, tytoniowy oraz owocowo-warzywny. Ośrodek turystyczny.